# Jesolo
Jesolo je grad i  općina od 23.705 stanovnika u Venetu - Sjeverna Italija.